# Mãos-mortas
Mãos-mortas era o nome que recebiam os bens das igrejas e comunidades religiosas que estavam sob proteção especial do monarca. Os bispos e frades não podiam vendê-los, em todo o caso solicitavam o consentimento do conselho municipal. Se não fizessem assim, as dignidades eclesiásticas que tivessem procedido incorretamente poderiam ser afastadas de seus ofícios e excomungadas. Além disso, quem adquirisse esses bens, os perderia sem o direito de reclamar contra quem os vendeu, e em caso algum contra a Igreja.
A Igreja chegou a acumular, como consequência de doações ou compras, uma imensa quantidade de propriedades territoriais e urbanas que a tornaram, na Idade Média e no Antigo Regime, na maior proprietária. A Reforma protestante implicou o desaparecimento das ordens religiosas e uma profunda reforma do clero secular na Europa do Norte (Inglaterra, países nórdicos, norte da Alemanha), o que implicou o fim da situação de mãos mortas e a chegada ao mercado livre dessas terras e bens, o que foi essencial na formação do capitalismo. Enquanto isso, a Europa meridional (França, Portugal, Espanha, Itália) caracterizou-se pela continuação e intensificação da presença institucional, social e econômica da Igreja Católica.
Desde o século XVIII, com a acentuação do regalismo vinculado à monarquia absoluta e ao iluminismo, sobretudo quando agem conjuntamente (despotismo esclarecido) começaram tentativas de desamortização, que às vezes ficaram apenas em projetos ou executados em curta medida, concedidos pelo Papa e o clero local como uma contribuição para a manutenção de uma monarquia em situação financeira precária (e.g. o Tratado da regalia de amortização e a chamada desamortização de Carlos IV, na Espanha). Não será até à Revolução liberal que o programa desamortizador se cumprisse em toda a sua extensão, como ocorreu durante a Revolução Francesa (1789) ou a Espanha com o governo de Mendizábal (1835).